# Diecéze Arena
Diecéze Arena je titulární diecéze římskokatolické církve.

## Historie
Arenu je možné ztotožnit s Bou-Saada v dnešním Alžírsku. Je to starobylé biskupské sídlo, nacházející se v římské provincii Mauritania Cesariense.
Jediným známým biskupem je Crescentianus, který se zúčastnil roku 411 konference v Kartágu, kde se sešli katoličtí biskupové a donatisté Afriky.
Dnes je Arena využívána jako titulární biskupské sídlo; současným biskupem je Mário Antônio da Silva, pomocný biskup Manausu.

## Seznam biskupů
- Crescentianus (zmíněn roku 411)

## Seznam titulárních biskupů
- 1935 – 1941 Luís António de Almeida
- 1941 – 1966 Joseph-Conrad Chaumont
- 1969 – 1973 György Zemplén
- 1973 – 2010 Roger-Émile Aubry, C.SS.R.
- od 2010 Mário Antônio da Silva